# Phragmanthera exellii
Phragmanthera exellii là một loài thực vật có hoa trong họ Loranthaceae. Loài này được Balle ex Polhill & Wiens miêu tả khoa học đầu tiên năm 1998.